# Goodbye Golovin
Goodbye Golovin è un cortometraggio drammatico canadese, diretto da Mathieu Grimard e uscito nel 2019. Il film è interpretato da Oleksandr Rudynskyy nei panni di Ian Golovin, un giovane in Ucraina che sta valutando se emigrare in un nuovo paese per una possibilità di una vita migliore dopo la morte di suo padre.
Il film è stato presentato in anteprima all'Abitibi-Témiscamingue International Film Festival del 2019, dove ha ricevuto una menzione d'onore dalla giuria del Premio SPIRA. Successivamente è stato proiettato al Festival di Berlino 2020, dove ha ricevuto una menzione d'onore dalla giuria nel programma Generation 14plus, e al festival Plein(s) écran(s) del 2021, dove ha vinto il Gran Premio.
Nel 2021 ha ricevuto una nomination al Canadian Screen Award per il miglior cortometraggio d'azione dal vivo ai 9th Canadian Screen Awards e una nomination al Prix Iris per il miglior cortometraggio dal vivo ai 22B Quebec Cinema Awards.